# Helgeandshus

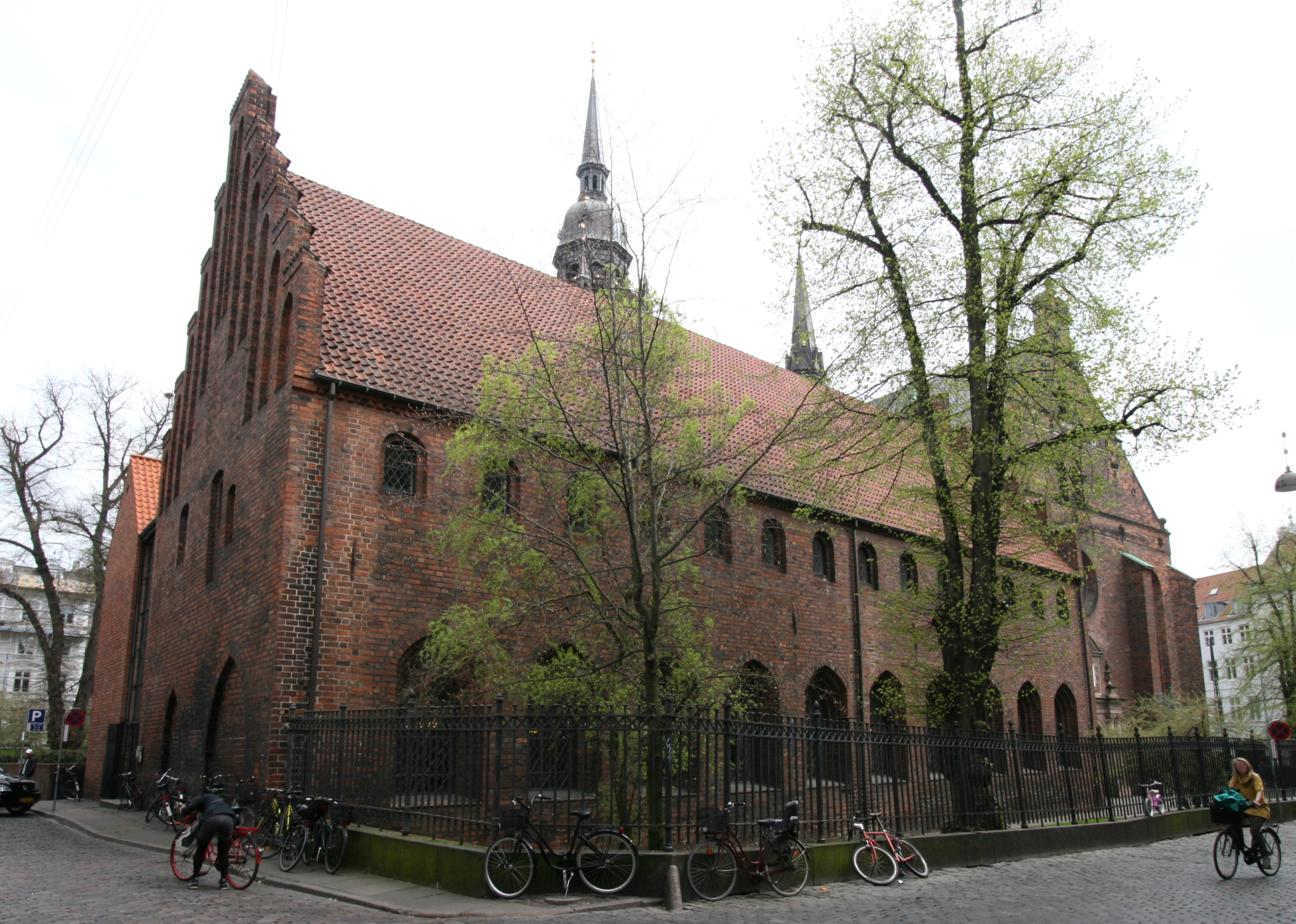
Helligåndshuset i Köpenhamn

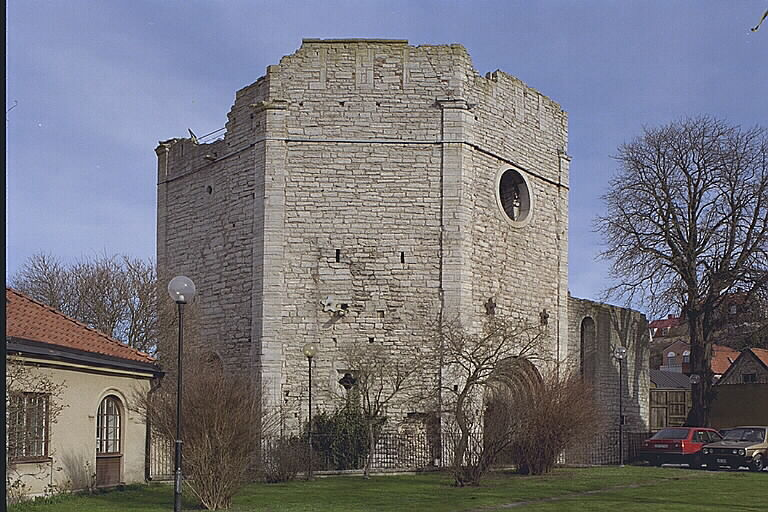
Helige Andes kyrkoruin i Visby

Helgeandshus, av Helige Andens hus (latin: Domus sancti Spiritus), kallades, i Europa under medeltiden, de kombinerade ålderdomshem, fattigstugor och sjukhus som drevs av Helige Andes orden och som var en viktig del av tidens omsorgsväsen. Fattiga kunde få vård gratis medan bättre bemedlade betalade efter möjlighet.
Under medeltiden fanns det helgeandshus i de flesta av Europas städer. Helgeandshusen blev vanliga i Danmark och Nordtyskland under 1200-talet. Det äldsta svenska helgeandshuset grundades i Uppsala på 1290-talet.
Till stöd för helgeandshusen grundades ofta helgeandsgillen. I slutet av medeltiden fanns helgeandshus i de flesta viktigare städer. Någon gemensam organisation för helgeandshusen är inte känd, och endast helegeandshuset i Söderköping hörde till helgeandsorden. Under 1500-talet blev helgeandshusen i allt högre grad beroende av städernas borgerskap och magistrat. Benämningen helgeandshus försvann och ersattes av sjukstuga eller hospital.

## Helgeandshus i det medeltida Sverige
- Arboga helgeandshus, omnämnt 1462
- Jönköpings helgeandshus, grundat 1466
- Kalmar helgeandshus, omnämnt 1336
- Linköpings helgeandshus, omnämnt 1342
- Helgeandshuset i Skänninge, omnämnt  1331
- Nyköpings helgeandshus
- Stockholms helgeandshus, grundat genom en testamentsgåva 1301, invigt därefter
- Söderköpings helgeandshus, omnämnt 1330
- Uppsala helgeandshus, Sveriges första helgeandshus, grundat av Andreas And genom en testamensgåva på 1290-talet, invigt 1303
- Vadstena helgeandshus, omnämnt 1401
- Helgeand, Visby, grundat före 1288
- Västerås helgeandshus, 1345 till 1533
- Växjö helgeandshus, före 1318
- Åbo helgeandshus, omnämnt 1396

## Helgeandshus i de medeltida Skånelandskapen
- Falsterbo helgeandshus
- Landskrona helgeandshus, omnämnt 1415
- Helgeandshuset, Lund
- Malmö helgeandshus
- Simrishamns helgeandshus
- Vä helgeandshus
- Ystad helgeandshus, omnämnt 1398
- Åhus helgeandshus, omnämnt 1393

## Helgeandshus i det medeltida Danmark
- Helligåndshuset, Köpenhamn, kloster 1474
- Roskilde helgeandshus, långt före mitten av 1200-talet